# هري أكواز

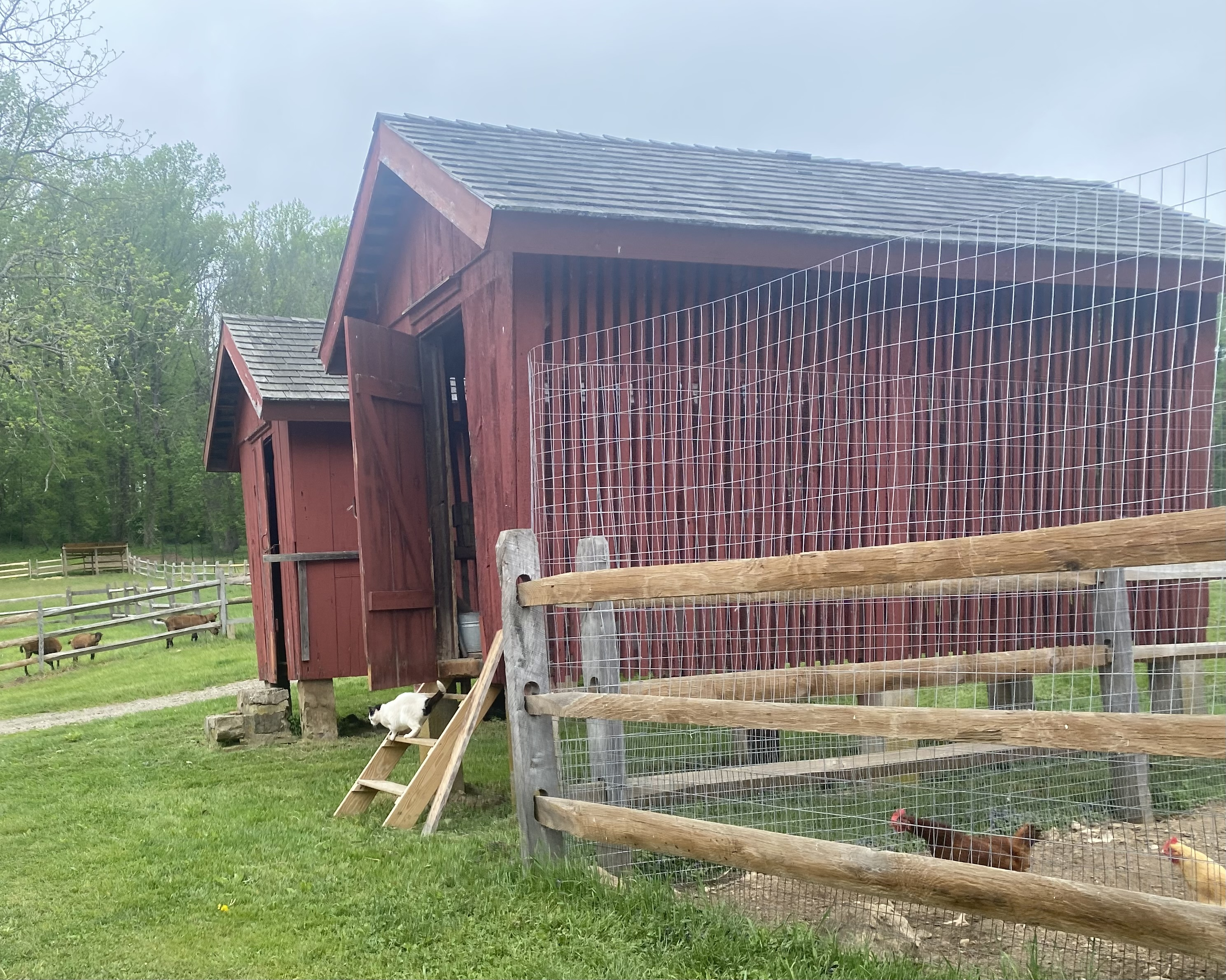
هُريَا أكواز ذرة الحمراء في نِيوجِرسي بُنيا نحو عام 1900.

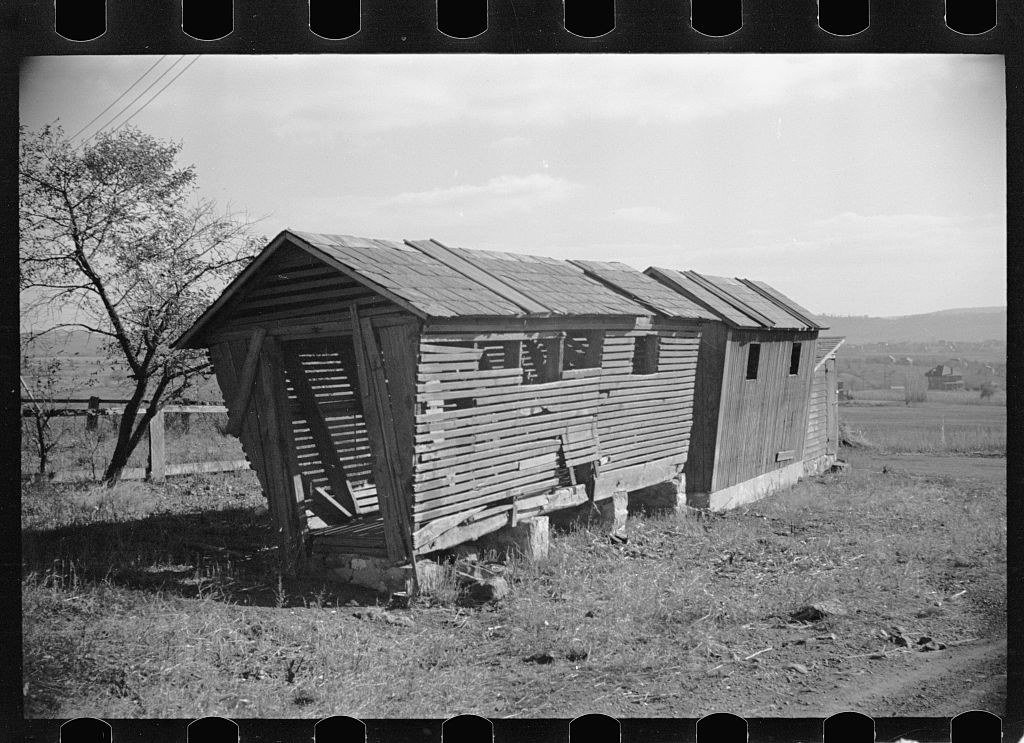
هري أكواز

هُري الأكواز أو هُري الذرة هو نوع من مخازن الحبوب يستخدم لتجفيف وتخزين الذرة.

## معرض

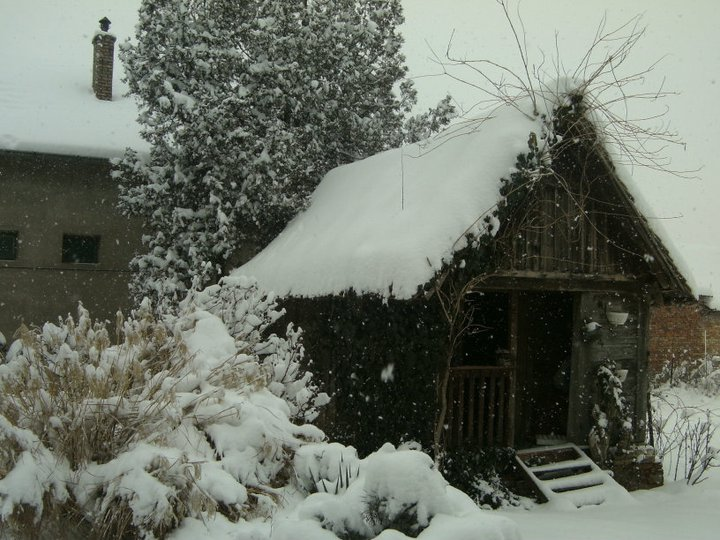
هُري في كرواتية
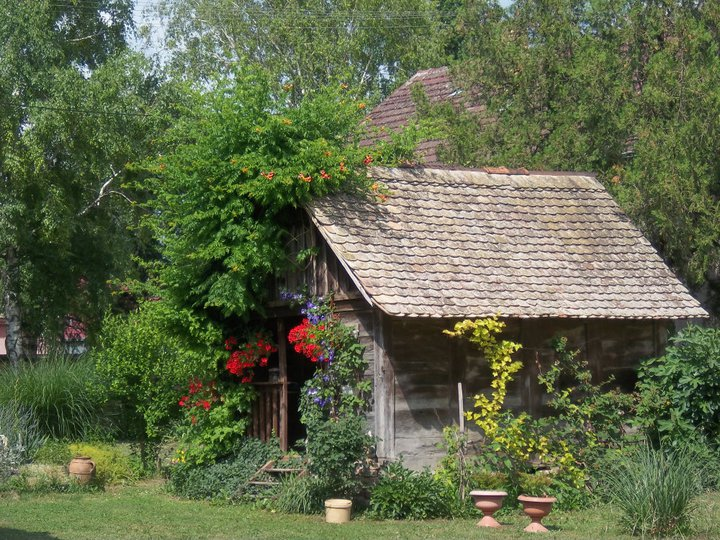
هري في كرواتية
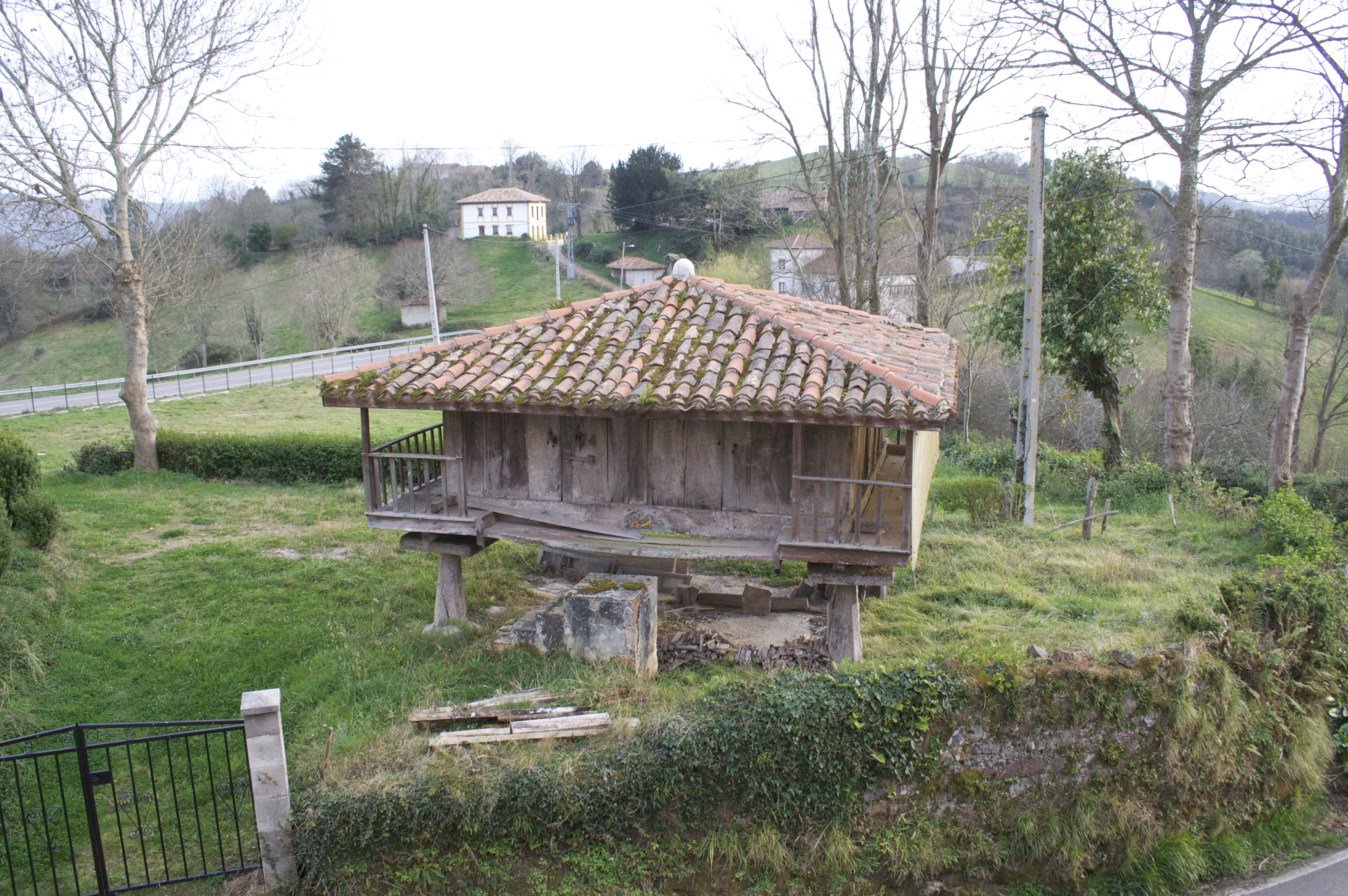
هُري في أشتورية
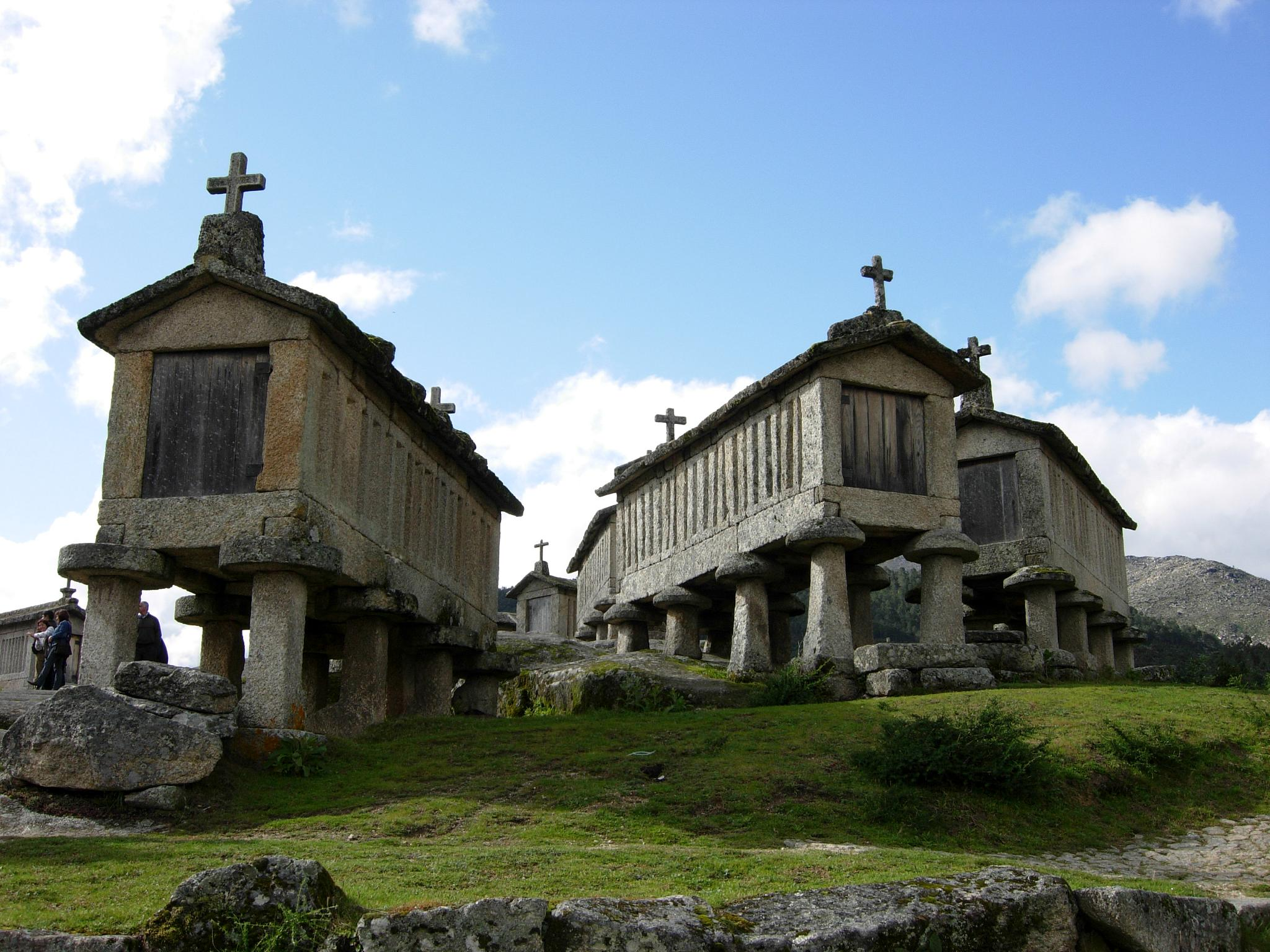
هري في البرتغال
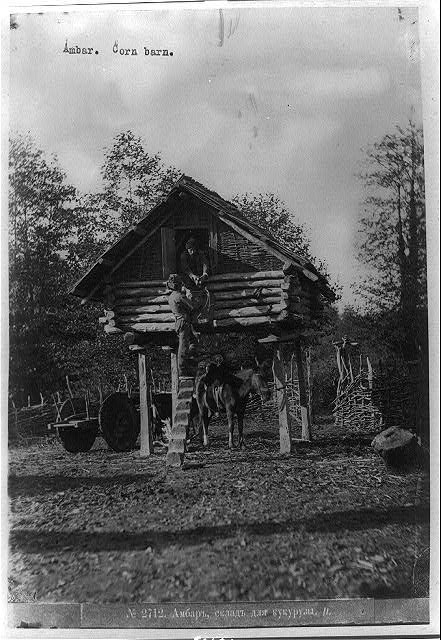
هُري ذرة من القرن التاسع عشر في روسيا.